# LG G Pro 2
LG G Pro 2 è uno ibrido smartphone/tablet ("phablet") Android prodotto da LG Electronics. È il successore di LG Optimus G Pro. È stato svelato nel febbraio 2014 durante il Mobile World Congress 2014 a Barcellona, Spagna.